# Ativo operacional
Os ativos são dividos em duas categorias: Ativos operacionais e Ativos não operacionais.

Os ativos operacionais consistem em ativos necessários para operar o negócio fundamental da empresa.
Os ativos não operacionais incluem dinheiro e investimento de curto prazo acima do requerido para as operações fundamentais da empresa. Os ativos operacionais podem ser dividos em ativos circulantes operacionais, como estoque e duplicatas a receber e ativos operacionais de longo prazo, como instalações e equipamentos.

## Fórmula para obter o ativo Operacional
AO = AC (ativo circulante) + API (ativo permanente investimentos) + APD (ativo permanente diferido).

## Fonte
Brigham, Eugene F., Ehrhardt, Michael C. Administração Financeira: teoria e prática. São Paulo: Cengage Learning, 2008. 